# مسجد نانينغ
مسجد نانينغ (بالصينية 南宁清真寺: بالبينيين Nánníng Qīngzhēnsì)، يقع مسجد نانينغ في منطقة شينغنينغ في مدينة نانينغ عاصمة مقاطعة قوانغشي.

## التاريخ
تم بناء المسجد في عام 1707 خلال عهد حكم الإمبراطور كانغ شي من أسرة تشينغ، وأعيد بناء المسجد في عام 1804.

## العمارة
المسجد عبارة عن مبنى من ثلاثة طوابق، ويغطي المسجد مساحة 1890 م² ويمكن أن يستوعب المسجد 100 مصلي، نمط المسجد على طراز العربي مع سقف مخروطي الشكل والأبواب على غرار الاقواس وكذلك النوافذ. يستخدم الطابق الأول لطعام والطابق الثاني غرفة اجتماعات، ومكتب وغرفة نوم، وطابق الثالث قاعة صلاة.